# César Casas Medrano
César Casas Medrano (Lima, 23 de septiembre de 1977) es un exfutbolista peruano. Se desempeñaba en la posición de defensa.

## Clubes
| Club                             | País | Año       |
| -------------------------------- | ---- | --------- |
| Universitario                    | Perú | 1996      |
| José Gálvez                      | Perú | 1997      |
| Universitario                    | Perú | 1998-2001 |
| Alianza Atlético                 | Perú | 2002      |
| Universitario                    | Perú | 2003      |
| Estudiantes de Medicina          | Perú | 2004      |
| Universidad San Martín de Porres | Perú | 2004-2005 |
| Sporting Cristal                 | Perú | 2005-2006 |
| Alianza Unicachi                 | Perú | 2011      |

## Palmarés

### Campeonatos nacionales
| Título                    | Club             | País | Año  |
| ------------------------- | ---------------- | ---- | ---- |
| Primera División del Perú | Universitario    | Perú | 1998 |
| Primera División del Perú | Universitario    | Perú | 1999 |
| Primera División del Perú | Universitario    | Perú | 2000 |
| Primera División del Perú | Sporting Cristal | Perú | 2005 |